# Selina Hastings
Lady Selina Shirley Hastings (5 marzo 1945) è una giornalista, biografa e autrice britannica.
Nel 1994 Lady Selina divenne Fellow della Royal Society of Literature.